# Lady Shiva (film, 1974)
Pour l’article homonyme, voir Lady Shiva.
Pour plus de détails, voir Fiche technique et Distribution.
Lady Shiva ou Ils ne paient que mon temps (Die bezahlen nur meine Zeit, en allemand) est un court-métrage documentaire réalisé par Tula Roy en (suisse-) allemand.

## Synopsis
Ce film retrace l'histoire d'une prostituée qui se présente sous l'aspect d'une star (Lady Shiva), afin de se rendre accessible aux hommes qui rêvent de ce personnage féminin. Cette femme raconte son histoire professionnelle, mais elle parle également de sa vie privée, qui tranche foncièrement avec l'image publique qu'elle donne.
Le film prend place dans les rues de Zürich, où la péripatéticienne fréquente des milieux volages. Le film présente des instants de légèreté – liés au thème de l'argent – et des instants plus moroses – où la femme considère son statut d'objet et rêve à un avenir plus stable.

## Fiche technique
- Titre : Ils ne paient que mon temps
- Réalisation : Tula Roy
- Scénario : Tula Roy
- Image et son : Christoph Wirsing
- Montage : Tula Roy, Christoph Wirsing
- Idées, interviews : Sissi Zöbeli
- Production : Tula Roy Islisberg (CH 8905)
- Distribution : Filmpool Postfach Zürich (CH 8025)
- Langue : allemand
- Durée : 40 minutes
- Matériel de tournage : super-8 blow-up 16 mm[1]

## Distribution
- Anonyme : Lady Shiva

## Autour du film
Le film est entièrement réalisé sur le mode du documentaire, sauf une scène dans un night-club, qui – pour des raisons de législation – a dû être reconstituée.